# Arroyo Blanco (Uruguay)
El arroyo Blanco es un curso de agua uruguayo que atraviesa el departamento de Rivera perteneciente a la cuenca hidrográfica del Río de la Plata.
Nace en la cuchilla de los Cerros Blancos, desemboca en el arroyo del Hospital tras recorrer alrededor de 19 km.
- Datos: Q5705526